# Phytomyza glechomae
Phytomyza glechomae is een vliegensoort uit de familie van de mineervliegen (Agromyzidae)ɣ. De wetenschappelijke naam van de soort is voor het eerst geldig gepubliceerd in 1862 door Kaltenbach. Het leeft monofaag op hondsdraf. Het mineert deze bladeren.